# Okara (Paquistão)
Okara  (Urdu: اوکاڑہ) é uma cidade do Paquistão localizada na província de Punjab.